# Gerhard Palm
Gerhard Palm (Mürringen, 1 december 1946) is een Belgisch politicus van ProDG.

## Levensloop
Gerhard Palm werd licentiaat in de klassieke filologie aan de Universiteit van Luik. Van 1968 tot 2008 was hij leraar Grieks-Latijn in de bisschoppelijke school van Sankt Vith.
In 1971 was hij een van de oprichters van de PDB, de voorloper van ProDG. Voor deze partij was hij van 1977 tot 2006 gemeenteraadslid van Büllingen, waar hij van 1977 tot 1983 schepen en van 1989 tot 2006 burgemeester was.
Van 1974 tot 2011 was hij tevens lid van het Parlement van de Duitstalige Gemeenschap en was daarmee een van de langstzittende parlementsleden in dit parlement.